# Téguerert
Téguerert est une localité et une commune rurale du Mali chef-lieu d'arrondissement, dans le cercle de Tidermène et la région de Ménaka. La commune a pour chef-lieu la localité de Téguerert.

## Histoire
La commune est créée en 2018.

## Villages et fractions
La commune est composée de 13 localités, dont un village :
- Téguerert

et 12 fractions :
- Icharawcharawane
- Kel Tinderbatène
- Kel Iket
- Kel Takimet
- Kerbaganène-Almouchakara
- Kerbaganène-Tangabo
- Tangakli
- Kel Bardagh
- Iwarwarane
- Imaghrane Tawarde
- Imaghrane Tilate
- Imaghrane Ichérifane